# إيرا بالدوين
إيرا بالدوين (بالإنجليزية: Ira Baldwin)‏ هو جراثيمي أمريكي، ولد في 20 أغسطس 1895 في إنديانا في الولايات المتحدة، وتوفي في 9 أغسطس 1999 في توسان في الولايات المتحدة.